# Chimiohétérotrophie
La chimiohétérotrophie (ou chimioorganotrophie) est le type trophique des organismes qui puisent leur énergie de l’oxydation de composés organiques. Ils utilisent pour leur croissance des substrats carbonés organiques comme source de carbone. Un grand nombre de bactéries, tous les champignons, et la majorité des animaux possèdent ce type de métabolisme.